# Інформаційне упередження (психологія)
Інформаційне упередження — це тип когнітивного упередження, що стосується викривленої оцінки інформації. Прикладом такого упередження є переконаність, що чим більше інформації можливо отримати до прийняття рішення, тим краще, навіть якщо така додаткова інформація не стосується предмету рішення.

## Приклад
В одному з експериментів (Baron, Beattie та Hershey, 1988), його учасникам запропонували наступну діагностичну проблему, яка включала вигадані хвороби:
Пацієнт має симптоми та історію хвороби, які вказують на діагноз «глобома» з ймовірністю 80%. Якщо це не «глобома», тоді це «попітіс» чи «флапемія». Кожна хвороба має власне лікування, яке не діє на інші хвороби. Тест під назвою «скан ЕТ» дасть позитивний результат, якщо у пацієнта «попітіс» та негативний, якщо «флапемія». Якщо ж у пацієнта «глобома», позитивний чи негативний результат однаково ймовірні. Якщо «скан ЕТ» — єдиний можливий тест, чи слід його робити? Чому «так» чи чому «ні»?
Багато учасників експерименту зазначили, що вони б робили «скан ЕТ», навіть якщо цей тест дорогий чи єдиний, який можна зробити. Однак, цей тест не впливає на те, як буде здійснюватись лікування, адже не будь-який результат тесту не вкаже на відсутність "глобоми". Оскільки ймовірність «глобоми» така висока (80%), а тест не може її відкинути, пацієнту призначать лікування від «глобоми», незважаючи на результати тесту. «Глобома» залишається найбільш ймовірним діагнозом до та після «скану ЕТ». 

## Дослідження
- Baron, Jonathan; Beattie, Jane; Hershey, John C (1988). Heuristics and biases in diagnostic reasoning. Organizational Behavior and Human Decision Processes. Т. 42, № 1. с. 88—110. doi:10.1016/0749-5978(88)90021-0.